# Micrurus altirostris
Micrurus altirostris (уругвайський кораловий аспід) — вид отруйних змій родини аспідових (Elapidae). Мешкає в Південній Америці.

## Поширення і екологія
Уругвайські коралові аспіди мешкають на півдні Бразилії (в штаті Ріу-Гранді-ду-Сул), на сході Парагваю, на північному сході Аргентини (Місьйонес) та в Уругваї. Вони живуть у вологих субтропічних лісах, серед опалого листя, іноді трапляються на відкритих ділянках в саванах і пампі. Зустрічаються на висоті до 400 м над рівнем моря. Живляться безногими ящірками і зміями. Відкладають яйця.